# Un heureux événement (roman)
Un heureux événement est un roman d'Éliette Abécassis paru en 2005.

## Synopsis
Barbara est enceinte et cet événement bouleverse sa vie affective.

## Sortie
Le roman sort à l'occasion de la rentrée littéraire 2005 avec un tirage de 60 000 exemplaires.

## Accueil
Renaud Baronian pour Le Parisien, à propos du roman, parle d'un regard « lucide sur la maternité ».

## Adaptation au cinéma
Un heureux événement a été adapté en 2011 par Rémi Bezançon avec Louise Bourgoin et Pio Marmaï dans les rôles principaux.